# (2349) Kurchenko
(2349) Kurchenko es un asteroide perteneciente al cinturón de asteroides, descubierto el 30 de julio de 1970 por Tamara Mijáilovna Smirnova desde el Observatorio Astrofísico de Crimea (República de Crimea).

## Designación y nombre
Designado provisionalmente como 1970 OG. Fue nombrado Kurchenko en honor a la auxiliar de vuelo Nadezhda Vladímirovna Kurchenko, asesinada durante el secuestro del Vuelo 244 de Aeroflot.